# Daniel Warmuz
Dawid Warmuz (ur. 1987 w Krakowie) – tłumacz. W 2022 roku otrzymał Literacką Nagrodę Europy Środkowej Angelus dla tłumaczy.

## Życiorys
Studiował filologię polską i węgierską na Uniwersytecie Jagiellońskim. Ukończył podyplomowy kurs tłumaczeń literackich w Instytucie Balassiego w Budapeszcie. Zajmuje się przekładami i popularyzacją literatury węgierskiej. Jest członkiem Stowarzyszenia Tłumaczy Literatury.

## Tłumaczenia
Debiutował w 2007 roku w miesięczniku „Akant”. Publikował przekłady i teksty na łamach czasopism: „Tekstualia”, „Akcent”, „Czas Literatury”, „eleWator”, „Dialog”, „Fragile”, „Ha!art”, „Herito”, „Kresy”, „Nowa Dekada Krakowska”, „Nowe Książki”, „Poznańskie Studia Polonistyczne”, „Ruch Literacki”, „Tygiel Kultury”, „Twórczość”, „Zeszyty Literackie”.
- Tibor Noé Kiss Incognito Wrocław 2017[3]
- Zoltán Lesi Skok wzwyż Łódź 2021[4]
- Zoltán Mihály Nagy Szatański pomiot Lublin 2021[5]

## Nagrody i odznaczenia
- 2013: Laureat konkursu translatorskiego Muzeum Literatury im. Sándora Petőfiego w Budapeszcie[1]
- 2019: Nagroda im. Adama Włodka[3]
- 2022: Literacka Nagroda Europy Środkowej Angelus za przekład powieści Szatański pomiot Zoltána Mihálya Nagya[6]
- 2022:  Srebrny Krzyż Zasługi Węgier za dokonania przekładowe i działalność na rzecz kultury węgierskiej[4]